# Jean Thierry Lazare
Jean Thierry Lazare Amani (Diégonéfla, 7 de marzo de 1998) es un futbolista marfileño que juega de centrocampista en el Union Saint-Gilloise de la Primera División de Bélgica.

## Trayectoria
El 22 de junio de 2021 se incorporó al Royale Union Saint-Gilloise en calidad de cedido por una temporada. Posteriormente siguió en el club y llegó a disputar 145 encuentros antes de ser prestado al Standard de Lieja en enero de 2025.

## Selección nacional
Representó a la selección de fútbol sub-20 de Costa de Marfil en el Torneo Esperanzas de Toulon de 2017.

## Estadísticas

### Clubes
Actualizado al último partido disputado el 2 de noviembre de 2024.
| Club                                  | Div.          | Temporada     | Liga  | Liga  | Liga   | Copas nacionales | Copas nacionales | Copas nacionales | Copas internacionales | Copas internacionales | Copas internacionales | Total | Total | Total  |
| Club                                  | Div.          | Temporada     | Part. | Goles | Asist. | Part.            | Goles            | Asist.           | Part.                 | Goles                 | Asist.                | Part. | Goles | Asist. |
| ------------------------------------- | ------------- | ------------- | ----- | ----- | ------ | ---------------- | ---------------- | ---------------- | --------------------- | --------------------- | --------------------- | ----- | ----- | ------ |
| K. A. S. Eupen · Bélgica              | 1.ª           | 2016-17       | 26    | 2     | 3      | 4                | 0                | 0                | ―                     | ―                     | ―                     | 30    | 2     | 3      |
| K. A. S. Eupen · Bélgica              | 1.ª           | 2017-18       | 30    | 0     | 1      | 2                | 0                | 0                | ―                     | ―                     | ―                     | 32    | 0     | 1      |
| K. A. S. Eupen · Bélgica              | 1.ª           | 2018-19       | 28    | 1     | 0      | 1                | 0                | 0                | ―                     | ―                     | ―                     | 29    | 1     | 0      |
| K. A. S. Eupen · Bélgica              | 1.ª           | 2019-20       | 7     | 1     | 0      | 1                | 0                | 0                | ―                     | ―                     | ―                     | 8     | 1     | 0      |
| K. A. S. Eupen · Bélgica              | Total club    | Total club    | 91    | 4     | 4      | 8                | 0                | 0                | 0                     | 0                     | 0                     | 99    | 4     | 4      |
| G. D. Estoril Praia Portugal          | 2.ª           | 2020-21       | 21    | 1     | 0      | 6                | 2                | 1                | ―                     | ―                     | ―                     | 27    | 3     | 1      |
| G. D. Estoril Praia Portugal          | Total club    | Total club    | 21    | 1     | 0      | 6                | 2                | 1                | 0                     | 0                     | 0                     | 27    | 2     | 1      |
| Royale Union Saint-Gilloise · Bélgica | 1.ª           | 2021-22       | 34    | 2     | 3      | 2                | 1                | 0                | ―                     | ―                     | ―                     | 36    | 3     | 3      |
| Royale Union Saint-Gilloise · Bélgica | 1.ª           | 2022-23       | 36    | 3     | 4      | 5                | 2                | 0                | 11                    | 2                     | 2                     | 52    | 7     | 6      |
| Royale Union Saint-Gilloise · Bélgica | 1.ª           | 2023-24       | 31    | 0     | 5      | 4                | 0                | 1                | 10                    | 0                     | 1                     | 45    | 0     | 7      |
| Royale Union Saint-Gilloise · Bélgica | 1.ª           | 2024-25       | 9     | 0     | 0      | 1                | 0                | 0                | 0                     | 0                     | 0                     | 10    | 0     | 0      |
| Royale Union Saint-Gilloise · Bélgica | Total club    | Total club    | 110   | 5     | 12     | 12               | 3                | 1                | 21                    | 2                     | 3                     | 143   | 10    | 16     |
| Total carrera                         | Total carrera | Total carrera | 222   | 10    | 16     | 26               | 5                | 2                | 21                    | 2                     | 3                     | 269   | 17    | 21     |

## Palmarés

### Títulos nacionales
| Título               | Club                 | País    | Año  |
| -------------------- | -------------------- | ------- | ---- |
| Copa de Bélgica      | Union Saint-Gilloise | Bélgica | 2024 |
| Supercopa de Bélgica | Union Saint-Gilloise | Bélgica | 2024 |

### Títulos internacionales
| Título                    | Equipo          | Sede            | Año  |
| ------------------------- | --------------- | --------------- | ---- |
| Copa Africana de Naciones | Costa de Marfil | Costa de Marfil | 2023 |